# Summanus indicus
Summanus indicus är en insektsart som beskrevs av William Lucas Distant 1916. Summanus indicus ingår i släktet Summanus och familjen Flatidae. Inga underarter finns listade i Catalogue of Life.